# Coleonyx mitratus
Espèce
Synonymes
- Brachydactylus mitratus Peters, 1863
- Eublepharis dovii Boulenger, 1885

Statut de conservation UICN

 LC  : Préoccupation mineure
Coleonyx mitratus est une espèce de geckos de la famille des Eublepharidae.

## Répartition
Cette espèce se rencontre au Guatemala, au Honduras, au Salvador, au Nicaragua, au Costa Rica et au Panama.

## Description
C'est un gecko terrestre, nocturne et insectivore.

## Reproduction
Les œufs incubent durant un ou deux mois à une température de 29 °C (la durée d'incubation peut varier selon la température).

## Publication originale
- Peters, 1863 : Über einen neuen Gecko, Brachydactylus mitratus aus Costa Rica. Monatsberichte der Königlichen Akademie der Wissenschaften zu Berlin, vol. 1863, p. 41-44.